# Ла Ханта (Колорадо)
Ла Ханта (енгл. La Junta) град је у америчкој савезној држави Колорадо.

## Демографија
По попису из 2010. године број становника је 7.077, што је 491 (-6,5%) становника мање него 2000. године.
| Група             | 2000.         | 2010.         |
| Белци             | 3.981 (52,6%) | 3.587 (50,7%) |
| Афроамериканци    | 92 (1,2%)     | 87 (1,2%)     |
| Азијати           | 65 (0,9%)     | 50 (0,7%)     |
| Хиспаноамериканци | 3.300 (43,6%) | 3.224 (45,6%) |
| Укупно            | 7.568         | 7.077         |